# Nordbrücke Marktheidenfeld
Die Nordbrücke Marktheidenfeld ist eine Straßenbrücke in Unterfranken, die bei Flusskilometer 180,870 den Main überspannt. Das Bauwerk besitzt zwei Fahrstreifen sowie auf der Nordseite einen Geh- und Radweg und soll die Alte Mainbrücke im Rahmen einer Nordumgehung der Stadt Marktheidenfeld entlasten.
Der 306 m lange Brückenzug wurde zwischen den Jahren 2001 und 2002 für 11 Millionen Euro errichtet. Er besteht aus einer westlichen, 106 m langen Vorlandbrücke mit drei Öffnungen, einer südlichen, 65 m langen Vorlandbrücke mit zwei Öffnungen sowie der 135 m weit spannenden Strombrücke. Gegründet ist das Bauwerk auf insgesamt 38 Bohrpfählen.
Die Vorlandbrücken sind Spannbetonkonstruktionen mit einem zweistegigen Plattenbalkenquerschnitt.
Die Strombrücke besteht aus einer stählernen Stabbogenbrückenkonstruktion. Allerdings sind die Hänger nicht wie üblich senkrecht, sondern schräg und gekreuzt angeordnet. Dieser Brückentyp wird auch nach dem Erfinder Nielsenbrücke genannt. Die Fahrbahnplatte ist als rund 2,0 m hohe Verbundkonstruktion ausgeführt. Die Brücke weist bei einer Gesamtbreite von 16 m eine totale Konstruktionshöhe von 24 m auf. Die beidseitig angeordneten Bögen sind konstant 1,2 m breit, die Höhe variiert zwischen 0,8 m im Scheitel und 1,5 m im Kämpfer.
Die Montage der Hauptbrücke erfolgte am Ufer neben den Pfeilern. Danach wurde diese Konstruktion mit rund 1000 to Masse in ihre endgültige Lage eingeschoben. Dazu wurden selbstfahrende Plattformwagen sowie Pontons eingesetzt. Zur Herstellung der Stahlbetonfahrbahnplatte wurden Halbfertigteilplatten mit Ortbetonergänzung verwendet.

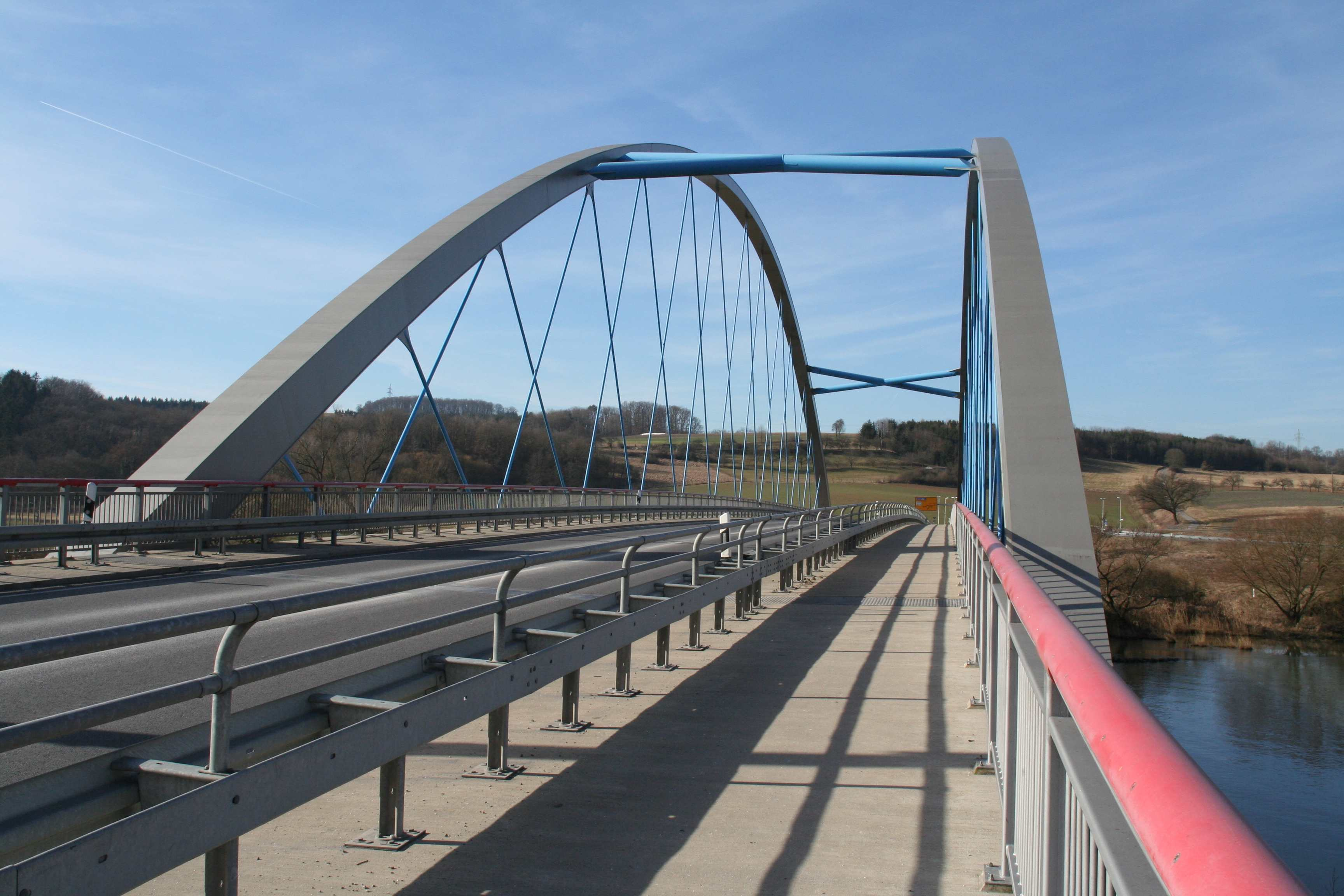
Nordbrücke Marktheidenfeld (Blick nach Westen)
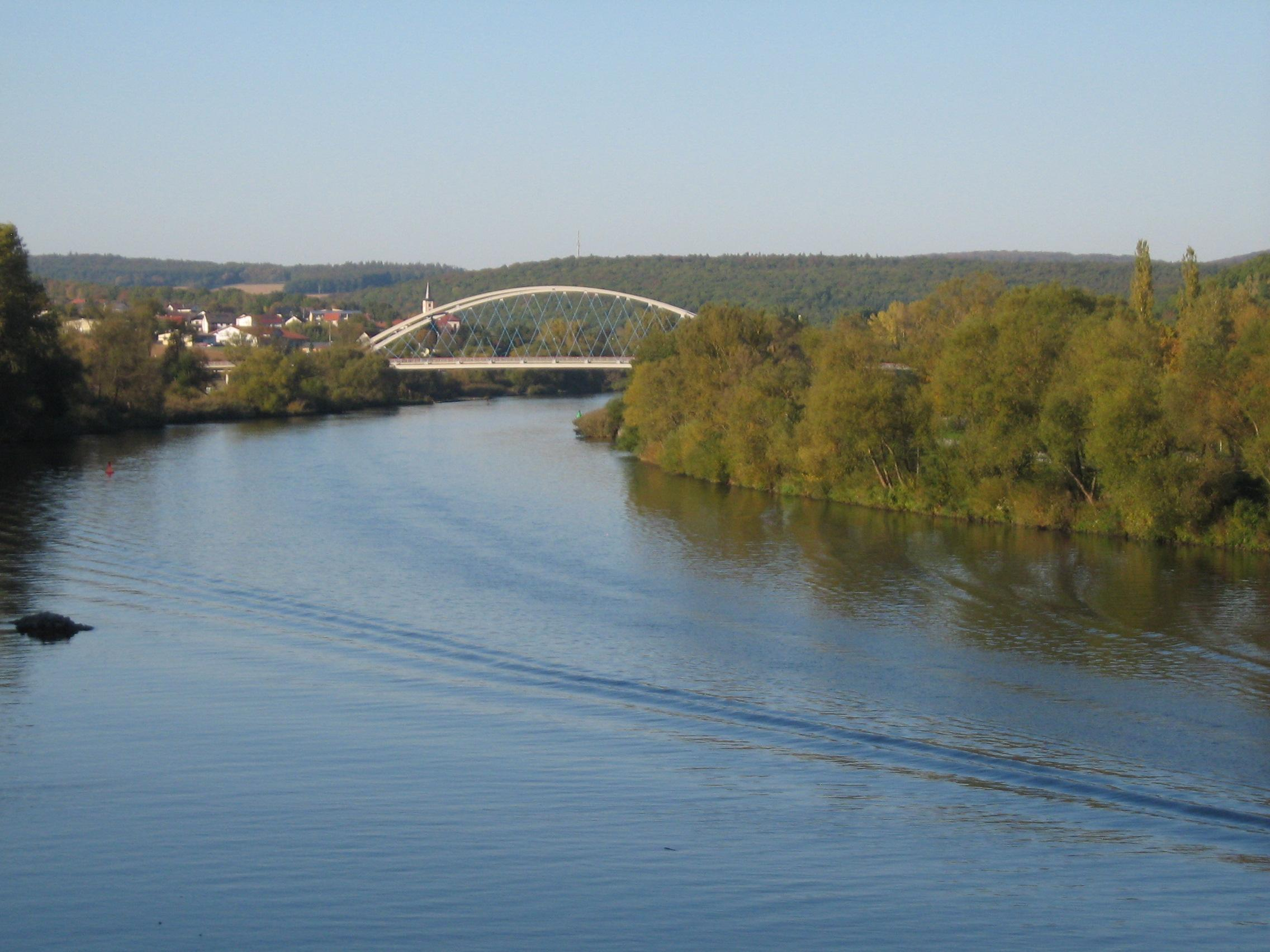
Nordbrücke Marktheidenfeld (Blick von der alten Mainbrücke)

Im Oktober 2011 wurde der Anschluss an die Bundesstraße 8 zur Anschlussstelle Marktheidenfeld der A 3 und die Staatsstraße 2312 fertiggestellt.